# Là sui monti con Annette/Bum Bum
Là sui monti con Annette/Bum Bum  è il nono singolo della cantante italiana Cristina D'Avena, pubblicato nel 1984. 

## I brani
Là sui monti con Annette è una canzone scritta da Alessandra Valeri Manera su musica di Giordano Bruno Martelli che venne utilizzata come sigla di apertura e chiusura dell'anime Sui monti con Annette. La canzone è stata adattata anche per la trasmissione in Francia, Spagna e Germania del cartone animato (rispettivamente Dans les Alpes avec Annette del 1987, Las montañas de Ana e Die Kinder vom Berghof). Sull'edizione francese del 45 giri è stata pubblicata la base strumentale della canzone. Anche questa versione della sigla venne incisa da Cristina D'Avena ma, per la trasmissione televisiva, venne nuovamente incisa da una cantante madrelingua. 
Bum Bum è una canzone scritta dalla già citata Valeri Manera con Vladimiro Albera su musica di Augusto Martelli, nonché sigla dell'anime Bun Bun. La canzone è ufficialmente depositata come Bum Bum, anche se la serie e il suo protagonista si chiamano "Bun Bun".

## Tracce
- FM 13057

Lato A
Testi di Alessandra Valeri Manera, musiche di Giordano Bruno Martelli; edizioni musicali Canale 5 Music Srl.
1. Cristina D'Avena – Là sui monti con Annette – 3:38

Lato B
Testi di Alessandra Valeri Manera e Vladimiro Albera, musiche di Augusto Martelli; edizioni musicali Canale 5 Music Srl.
1. Cristina D'Avena – Bum Bum – 2:27

## Produzione
- Alessandra Valeri Manera – Produzione artistica e discografica
- Direzione Creativa e Coordinamento Immagine Mediaset – Grafica

## Produzione musicale e formazione

### Là sui monti con Annette
- Giordano Bruno Martelli – Produzione, arrangiamento
- Tonino Paolillo – Registrazione e mixaggio al Mondial Sound Studio, Milano
- Orchestra di Giordano Bruno Martelli – Esecuzione musicale
- I Piccoli Cantori di Milano – Cori
- Niny Comolli – Direzione cori
- Laura Marcora – Direzione cori

### Bum Bum
- Augusto Martelli – Produzione, arrangiamento e direzione orchestra
- Tonino Paolillo – Registrazione e mixaggio al Mondial Sound Studio, Milano
- Orchestra di Augusto Martelli – Esecuzione musicale

## Pubblicazioni all'interno di album e raccolte
Là sui monti con Annette e Bum Bum sono state inserite all'interno di alcuni album di Cristina D'Avena.
| Anno | Album                                                                           | Titolo                   | Versione                                            |
| ---- | ------------------------------------------------------------------------------- | ------------------------ | --------------------------------------------------- |
| 1984 | Fivelandia 2                                                                    | Là sui monti con Annette | Versione originale                                  |
| 1984 | Fivelandia 2                                                                    | Bum Bum                  | Versione originale                                  |
| 1987 | Cristina D'Avena con i tuoi amici in TV                                         | Là sui monti con Annette | Versione originale                                  |
| 1987 | Fivelandia Collection                                                           | Là sui monti con Annette | Versione originale                                  |
| 1987 | Fivelandia Collection                                                           | Bum Bum                  | Versione originale                                  |
| 1987 | Fivelandia TV                                                                   | Là sui monti con Annette | Videoclip utilizzato per la trasmissione televisiva |
| 1991 | Cristina D'Avena e i tuoi amici in TV 5                                         | Là sui monti con Annette | Versione originale                                  |
| 1992 | Le più belle canzoni di Cristina D'Avena - Volume 1                             | Là sui monti con Annette | Versione originale                                  |
| 1997 | Cristina D'Avena e i tuoi amici in TV 10                                        | Là sui monti con Annette | Versione originale                                  |
| 1997 | Le fiabe più belle                                                              | Là sui monti con Annette | Versione originale                                  |
| 2002 | Greatest Hits                                                                   | Là sui monti con Annette | Versione originale                                  |
| 2003 | Greatest Hits - Volume 1                                                        | Là sui monti con Annette | Versione originale                                  |
| 2003 | Greatest Hits                                                                   | Là sui monti con Annette | Versione originale                                  |
| 2004 | Cartoon Story                                                                   | Là sui monti con Annette | Versione originale                                  |
| 2005 | Cartoonlandia Girls                                                             | Là sui monti con Annette | Versione originale                                  |
| 2006 | Cartoonlandia Boys & Girls Story                                                | Là sui monti con Annette | Versione originale                                  |
| 2006 | Fivelandia 1 & 2                                                                | Là sui monti con Annette | Versione originale                                  |
| 2006 | Fivelandia 1 & 2                                                                | Bum Bum                  | Versione originale                                  |
| 2006 | Fivelandia 2                                                                    | Là sui monti con Annette | Versione originale                                  |
| 2006 | Fivelandia 2                                                                    | Bum Bum                  | Versione originale                                  |
| 2011 | Cartoonlandia Story '80-'90                                                     | Là sui monti con Annette | Versione originale                                  |
| 2011 | Il meglio di Cristina D'Avena                                                   | Là sui monti con Annette | Versione originale                                  |
| 2012 | Bim Bum Bam Compilation                                                         | Là sui monti con Annette | Versione originale                                  |
| 2015 | Fivelandia Story                                                                | Bum Bum                  | Versione originale                                  |
| 2016 | #le sigle più belle                                                             | Là sui monti con Annette | Versione originale                                  |
| 2017 | I grandi classici - Le sigle storiche dei cartoni di Canale 5, Italia 1, Rete 4 | Là sui monti con Annette | Versione originale                                  |
| 2018 | #le sigle più belle                                                             | Là sui monti con Annette | Versione originale                                  |